# ACF Fiorentina 2009-2010
Questa voce raccoglie le informazioni riguardanti l'ACF Fiorentina nelle competizioni ufficiali della stagione 2009-2010.

## Stagione
Confermato in panchina Prandelli, la Fiorentina cede Felipe Melo alla Juventus in cambio di Marchionni. Anche per questa edizione della Champions League, i viola sono qualificati ai preliminari: il portoghese Sporting Lisbona viene battuto per la regola dei gol fuori casa, essendo il punteggio totale un 3-3. Nella fase a gironi ritrova il Lione, che nel primo turno si impone 1-0. In campionato, la Fiorentina è seconda dopo 6 turni: un rigore di Jovetić permette di piegare il Livorno. Lo stesso montenegrino, 3 giorni dopo, decide la gara con il Liverpool segnando una doppietta. Contro il Debrecen, è invece Mutu ad andare in gol per 2 volte: i viola trionfano per 4-3. Al ritorno, gli ungheresi escono sconfitti per 5-2 dal Franchi. A fine novembre, dopo la sconfitta in campionato con il Parma (contro cui l'ex Gilardino marca 2 reti), il successo di misura sui transalpini vale il passaggio agli ottavi. In Coppa Italia elimina Chievo e Lazio, grazie alle realizzazioni del romeno. Il centravanti riceve però una squalifica di 9 mesi, risultando positivo ai test per il doping.
In Europa, i viola sono estromessi dal Bayern Monaco, che l'anno precedente avevano sfidato ai gironi. La gara di andata finisce 2-1 in favore dei tedeschi, con le recriminazioni dei toscani per un'espulsione ritenuta eccessiva e il gol del 2-1 segnato in fuorigioco. Nel ritorno, la vittoria per 3-2 non è sufficiente: a passare il turno è la formazione bavarese, futura finalista, per il maggior numero di reti esterne. Il successivo incontro conferma il buon stato di forma dei viola, che sconfiggono il Napoli al San Paolo: i partenopei erano ancora imbattuti tra le mura amiche. La settimana dopo, nel 3-0 ai danni del Genoa, Babacar diviene il più giovane straniero a segnare in A (all'età di 17 anni e 3 giorni). Eliminata dall'Inter nelle semifinali di coppa nazionale, la Fiorentina chiude il torneo all'undicesimo posto a 47 punti rimanendo fuori dalle competizioni continentali.

## Divise e sponsor
Lo sponsor tecnico per la stagione 2009-2010 è Lotto, mentre lo sponsor ufficiale è Toyota. Lo sponsor è al centro della maglia, mentre lo sponsor tecnico e il logo della squadra si trovano al di sopra, rispettivamente sulla destra e sulla sinistra.
La divisa casalinga presenta una maglia di colore viola con girocollo e maniche dello stesso colore, con una mezzaluna posta per orizzontale color oro all'altezza dell'inizio del busto e con i loghi della Lotto sulle maniche. I calzoncini sono viola e presentano i bordi dorati con il logo della squadra sulla gamba destra. I calzettoni sono viola con stemma della società e sponsor tecnico sulla parte centrale. Il numero e il nome sulla maglia sono dorati così come il numero sui calzoncini posto sulla gamba sinistra.
La divisa da trasferta presenta una maglia di colore bianco con girocollo e maniche dello stesso colore, con una mezzaluna posta per orizzontale color viola all'altezza dell'inizio del busto e con i loghi della Lotto sulle maniche. I calzoncini sono bianchi con il logo della squadra sulla gamba destra. I calzettoni sono bianchi con stemma della società e sponsor tecnico sulla parte centrale. Il numero e il nome sulla maglia sono viola così come il numero sui calzoncini posto sulla gamba sinistra.
La terza divisa presenta una maglia di colore rosso con girocollo e maniche dello stesso colore, con una mezzaluna posta per orizzontale color bianco all'altezza dell'inizio del busto e con i loghi della Lotto sulle maniche. I calzoncini sono rossi con il logo della squadra sulla gamba destra. I calzettoni sono rossi con stemma della società e sponsor tecnico sulla parte centrale. Il numero e il nome sulla maglia sono bianchi così come il numero sui calzoncini posto sulla gamba sinistra.
| Casa | Trasferta | Terza Divisa |

## Organigramma societario
Area direttiva
- Presidente: Andrea Della Valle (fino al 24 settembre 2009[19])
- Presidente onorario: Diego Della Valle
- Vice presidente e amministratore delegato: Mario Cognigni
- Amministratore delegato: Sandro Mencucci
- Consiglieri con delega: Carlo Montagna, Giovanni Montagna
- Consiglieri: Paolo Borgomanero, Maurizio Boscarato, Paolo Panerai, Gino Salica, Stefano Sincini

Area organizzativa
- Segreteria generale: Raffaele Righetti
- Segreteria sportiva: Fabio Bonelli
- Team manager: Roberto Ripa
- Responsabile amministrativo: Gian Marco Pachetti

Area comunicazione
- Responsabile area comunicazione: Salvatore Cuccu
- Addetto stampa: Salvatore Cuccu

Area marketing
- Responsabile area marketing: Salvatore Cuccu
- Responsabile area biglietteria: Massimiliano Agostinelli

Area tecnica
- Direttore sportivo e responsabile area tecnica: Pantaleo Corvino
- Allenatore: Cesare Prandelli
- Allenatore in seconda: Gabriele Pin
- Collaboratori tecnici: Renzo Casellato, Nicolò Prandelli
- Preparatore atletico: Giambattista Venturati
- Preparatore dei portieri: Vincenzo Di Palma
- Magazzinieri: Romeo Floro, Leonardo Marchetti

Area sanitaria
- Responsabile sanitario: Dr. Paolo Manetti
- Medico sociale: Dr. Andrea Capalbo
- Fisioterapista: Mauro Citzia
- Scientific advisor: Giuseppe Gueli
- Massaggiatori: Maurizio Fagorzi, Daniele Misseri

## Rosa

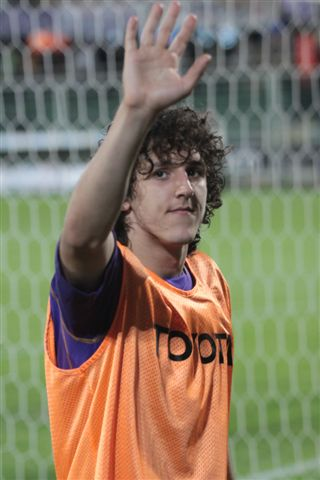
Stevan Jovetić

| N. |                       | Ruolo | Calciatore                    |
| -- | --------------------- | ----- | ----------------------------- |
| 1  | Francia (bandiera)    | P     | Sébastien Frey                |
| 2  | Danimarca (bandiera)  | D     | Per Krøldrup                  |
| 3  | Italia (bandiera)     | D     | Dario Dainelli                |
| 4  | Italia (bandiera)     | C     | Marco Donadel                 |
| 5  | Italia (bandiera)     | D     | Alessandro Gamberini          |
| 6  | Perù (bandiera)       | C     | Juan Manuel Vargas            |
| 8  | Montenegro (bandiera) | A     | Stevan Jovetić                |
| 9  | Argentina (bandiera)  | A     | José Ignacio Castillo         |
| 10 | Romania (bandiera)    | A     | Adrian Mutu                   |
| 11 | Italia (bandiera)     | A     | Alberto Gilardino             |
| 14 | Italia (bandiera)     | D     | Cesare Natali                 |
| 15 | Italia (bandiera)     | C     | Cristiano Zanetti             |
| 16 | Brasile (bandiera)    | D     | Felipe Dalbelo                |
| 17 | Italia (bandiera)     | D     | Francesco Di Tacchio          |
| 18 | Italia (bandiera)     | C     | Riccardo Montolivo (capitano) |
| 19 | Italia (bandiera)     | C     | Massimo Gobbi                 |
| 20 | Danimarca (bandiera)  | C     | Martin Jørgensen              |
| 21 | Senegal (bandiera)    | A     | Khouma el Babacar             |
| 22 | Serbia (bandiera)     | C     | Adem Ljajić                   |
| 23 | Italia (bandiera)     | D     | Manuel Pasqual                |
| 24 | Argentina (bandiera)  | C     | Mario Alberto Santana         |

| N. |                      | Ruolo | Calciatore                  |
| -- | -------------------- | ----- | --------------------------- |
| 25 | Italia (bandiera)    | D     | Gianluca Comotto            |
| 27 | Svizzera (bandiera)  | A     | Haris Seferović             |
| 26 | Ghana (bandiera)     | C     | Daniel Kofi Agyei           |
| 28 | Argentina (bandiera) | C     | Mario Bolatti               |
| 29 | Italia (bandiera)    | D     | Lorenzo De Silvestri        |
| 31 | Italia (bandiera)    | P     | Tommaso Scuffia             |
| 32 | Italia (bandiera)    | C     | Marco Marchionni            |
| 33 | Brasile (bandiera)   | P     | Marcos Miranda              |
| 35 | Serbia (bandiera)    | P     | Vlada Avramov               |
| 39 | Brasile (bandiera)   | A     | Keirrison de Souza Carneiro |
| 41 | Italia (bandiera)    | D     | Ramzi Aya                   |
| 42 | Italia (bandiera)    | D     | Andrea Bagnai               |
| 43 | Italia (bandiera)    | D     | Samuele Bettoni             |
| 44 | Italia (bandiera)    | D     | Michele Camporese           |
| 45 | Italia (bandiera)    | C     | Federico Carraro            |
| 46 | Italia (bandiera)    | A     | Pietro Iemmello             |
| 47 | Italia (bandiera)    | C     | Giacomo Lepri               |
| 48 | Italia (bandiera)    | D     | Federico Masi               |
| 49 | Italia (bandiera)    | P     | Simone David                |
| 90 | Italia (bandiera)    | P     | Andrea Seculin              |

## Calciomercato

### Sessione estiva(dall'1/7 al 31/8)
| Acquisti | Acquisti              | Acquisti      | Acquisti                        |
| R.       | Nome                  | da            | Modalità                        |
| -------- | --------------------- | ------------- | ------------------------------- |
| D        | Manuel da Costa       | Sampdoria     | fine prestito                   |
| D        | Lorenzo De Silvestri  | Lazio         | definitivo (5,7 milioni €)      |
| D        | Cesare Natali         | Torino        | definitivo (2,8 milioni €)      |
| C        | Francesco Di Tacchio  | Ascoli        | compartecipazione (2 milioni €) |
| C        | Nikola Gulan          | Monaco 1860   | fine prestito                   |
| C        | Marco Marchionni      | Juventus      | definitivo (4,4 milioni €)      |
| C        | Savio Nsereko         | West Ham Utd  | definitivo (3 milioni €)        |
| C        | Cristiano Zanetti     | Juventus      | definitivo (2 milioni €)        |
| C        | Giacomo Zappacosta    | Pro Patria    | fine prestito                   |
| A        | José Ignacio Castillo | Lecce         | definitivo (0,9 milioni €)      |
| A        | Samuel Di Carmine     | QPR           | fine prestito                   |
| A        | Arturo Lupoli         | Sheffield Utd | fine prestito                   |
| A        | Papa Waigo            | Lecce         | fine prestito                   |

| Cessioni | Cessioni                   | Cessioni     | Cessioni                                          |
| R.       | Nome                       | a            | Modalità                                          |
| -------- | -------------------------- | ------------ | ------------------------------------------------- |
| P        | Marco Storari              | Milan        | fine prestito                                     |
| D        | Manuel da Costa            | West Ham Utd | definitivo (0 milioni €)                          |
| D        | Ondřej Mazuch              | Anderlecht   | prestito con diritto di riscatto a prezzo fissato |
| D        | Massimiliano Tagliani      | Gallipoli    | prestito                                          |
| D        | Luciano Zauri              | Lazio        | fine prestito                                     |
| C        | Sergio Bernardo Almirón    | Juventus     | fine prestito                                     |
| C        | Nikola Gulan               | Empoli       | prestito con diritto di riscatto della metà       |
| C        | Zdravko Kuzmanović         | Stoccarda    | definitivo (8 milioni €)                          |
| C        | Felipe Melo                | Juventus     | definitivo (25 milioni €)                         |
| C        | Franco Semioli             | Sampdoria    | definitivo (5 milioni €)                          |
| C        | Giacomo Zappacosta         | Pescara      | riscatto compr.                                   |
| A        | Emiliano Bonazzoli         | Sampdoria    | fine prestito                                     |
| A        | Samuel Di Carmine          | Gallipoli    | prestito                                          |
| A        | Jefferson Andrade Siqueira | Frosinone    | prestito con diritto di riscatto                  |
| A        | Arturo Lupoli              | Ascoli       | compartecipazione (1 milioni €)                   |
| A        | Piergiuseppe Maritato      | Gallipoli    | prestito                                          |
| A        | Papa Waigo                 | Southampton  | prestito con diritto di riscatto                  |

### Sessione invernale(dall'1/1 all'31/1)
| Acquisti | Acquisti        | Acquisti     | Acquisti                         |
| R.       | Nome            | da           | Modalità                         |
| -------- | --------------- | ------------ | -------------------------------- |
| C        | Adem Ljajić     | Partizan     | definitivo (6,5 milioni €)       |
| D        | Felipe          | Udinese      | prestito con diritto di riscatto |
| C        | Mario Bolatti   | Porto        | definitivo (3,8 milioni €)       |
| A        | Haris Seferović | Grasshoppers | definitivo (2 milioni €)         |
| A        | Keirrison       | Barcellona   | prestito con diritto di riscatto |

| Cessioni | Cessioni              | Cessioni | Cessioni                         |
| R.       | Nome                  | a        | Modalità                         |
| -------- | --------------------- | -------- | -------------------------------- |
| D        | Dario Dainelli        | Genoa    | definitivo (5 milioni €)         |
| A        | José Ignacio Castillo | Bari     | definitivo (1 milioni €)         |
| C        | Savio Nsereko         | Bologna  | prestito con diritto di riscatto |
| C        | Martin Jørgensen      | Aarhus   | definitivo (0 milioni €)         |
| C        | Jan Hable             | Ascoli   | prestito                         |

## Risultati

### Serie A

#### Girone di andata
| Arbitro: | Gervasoni (Mantova) |

|             |           |          |
| Osvaldo 24’ | Marcatori | 64’ Mutu |

| Arbitro: | Orsato (Schio) |

|             |           |  |
| Jovetić 29’ | Marcatori |  |

| Arbitro: | Banti (Livorno) |

|               |           |  |
| Gilardino 55’ | Marcatori |  |

| Arbitro: | Rizzoli (Bologna) |

|                                    |           |               |
| Totti 27’ (rig.), 32’ De Rossi 41’ | Marcatori | 84’ Gilardino |

| Arbitro: | Morganti (Ascoli Piceno) |

|                           |           |  |
| Jovetić 25’ Gilardino 66’ | Marcatori |  |

| Arbitro: | Damato (Barletta) |

|  |           |                    |
|  | Marcatori | 75’ (rig.) Jovetić |

| Firenze 4 ottobre 2009, ore 15:00 CEST 7ª giornata | Fiorentina      | 0 – 0 referto | Lazio | Stadio Artemio Franchi (26.436 spett.)\| Arbitro: \| Brighi (Cesena) \| |
| Arbitro:                                           | Brighi (Cesena) |               |       |                                                                         |

| Arbitro: | Rizzoli (Bologna) |

|            |           |           |
| Amauri 19’ | Marcatori | 5’ Vargas |

| Arbitro: | Morganti (Ascoli Piceno) |

|  |           |            |
|  | Marcatori | 88’ Maggio |

| Arbitro: | Saccani (Mantova) |

|                         |           |                |
| Palladino 43’ Mesto 73’ | Marcatori | 63’ Marchionni |

| Arbitro: | Tagliavento (Terni) |

|                                  |           |             |
| Marchionni 5’, 69’ Gilardino 86’ | Marcatori | 48’ Mascara |

| Arbitro: | Russo (Nola) |

|  |           |            |
|  | Marcatori | 84’ Vargas |

| Arbitro: | Orsato (Schio) |

|                    |           |                                       |
| Gilardino 26’, 62’ | Marcatori | 30’ Amoruso 52’ Bojinov 68’ Lanzafame |

| Arbitro: | Damato (Barletta) |

|                   |           |  |
| Milito 84’ (rig.) | Marcatori |  |

| Arbitro: | Celi (Campobasso) |

|                          |           |  |
| Vargas 26’ Gilardino 89’ | Marcatori |  |

| Arbitro: | Valeri (Roma) |

|                     |           |              |
| Pinzi 12’ Sardo 24’ | Marcatori | 5’ Montolivo |

| Arbitro: | Rosetti (Torino) |

|               |           |                          |
| Gilardino 14’ | Marcatori | 81’ Huntelaar 90+1’ Pato |

| Arbitro: | Celi (Campobasso) |

|                      |           |                                                     |
| Maccarone 84’ (rig.) | Marcatori | 5’ Krøldrup 28’ Santana 36’, 66’ Gilardino 79’ Mutu |

| Arbitro: | Gervasoni (Mantova) |

|                       |           |             |
| Mutu 38’ Castillo 74’ | Marcatori | 25’ Barreto |

#### Girone di ritorno
| Arbitro: | Banti (Livorno) |

|          |           |                         |
| Mutu 51’ | Marcatori | 28’ Giménez 45’ Di Vaio |

| Arbitro: | Damato (Barletta) |

|                              |           |  |
| Hernández 28’, 37’ Budan 59’ | Marcatori |  |

| Arbitro: | Valeri (Roma) |

|                        |           |                           |
| Lazzari 36’ Astori 48’ | Marcatori | 7’ Marchionni 63’ Jovetić |

| Arbitro: | Rizzoli (Bologna) |

|  |           |             |
|  | Marcatori | 82’ Vučinić |

| Arbitro: | Morganti (Ascoli Piceno) |

|                         |           |  |
| Semioli 17’ Pazzini 40’ | Marcatori |  |

| Arbitro: | Celi (Campobasso) |

|                          |           |              |
| Vargas 62’ Gilardino 78’ | Marcatori | 36’ N. Rivas |

| Arbitro: | Romeo (Verona) |

|             |           |                 |
| Siviglia 7’ | Marcatori | 90+2’ Keirrison |

| Arbitro: | Damato (Barletta) |

|                |           |                     |
| Marchionni 32’ | Marcatori | 2’ Diego 68’ Grosso |

| Arbitro: | Banti (Livorno) |

|             |           |                                  |
| Lavezzi 48’ | Marcatori | 60’, 87’ Gilardino 90+5’ Jovetić |

| Arbitro: | Russo (Nola) |

|                                             |           |  |
| Santana 5’ Gilardino 73’ (rig.) Babacar 86’ | Marcatori |  |

| Arbitro: | Gervasoni (Mantova) |

|            |           |  |
| Mascara 2’ | Marcatori |  |

| Arbitro: | Gava (Conegliano) |

|                                                  |           |          |
| Vargas 36’ Gilardino 57’ Santana 68’ Jovetić 84’ | Marcatori | 41’ Pepe |

| Arbitro: | De Marco (Chiavari) |

|             |           |                  |
| Bojinov 68’ | Marcatori | 22’ De Silvestri |

| Arbitro: | Bergonzi (Genova) |

|                            |           |                      |
| Keirrison 11’ Krøldrup 82’ | Marcatori | 74’ Milito 81’ Eto'o |

| Arbitro: | Romeo (Verona) |

|                                  |           |               |
| Ferreira Pinto 7’ Tiribocchi 69’ | Marcatori | 75’ Montolivo |

| Arbitro: | Peruzzo (Schio) |

|  |           |                          |
|  | Marcatori | 54’ Pellissier 74’ Sardo |

| Arbitro: | Russo (Nola) |

|                       |           |  |
| Ronaldinho 78’ (rig.) | Marcatori |  |

| Arbitro: | Tozzi (Ostia Lido) |

|                |           |               |
| Marchionni 14’ | Marcatori | 3’ Vergassola |

| Arbitro: | Giancola (Vasto) |

|                             |           |  |
| Stellini 36’ E. Rivas 90+5’ | Marcatori |  |

### Coppa Italia

#### Fase finale
| Arbitro: | Trefoloni (Siena) |

|                           |           |                             |
| Mutu 35’, 77’ Babacar 75’ | Marcatori | 7’ Bentivoglio 37’ Granoche |

| Arbitro: | Celi (Campobasso) |

|                           |           |                       |
| Mutu 9’, 44’ Krøldrup 58’ | Marcatori | 50’ Zárate 68’ Rocchi |

| Arbitro: | Tagliavento (Terni) |

|            |           |  |
| Milito 34’ | Marcatori |  |

| Arbitro: | Rizzoli (Bologna) |

|  |           |           |
|  | Marcatori | 56’ Eto'o |

### UEFA Champions League

#### Play-off
| Arbitro: | Kassai |

|                                |           |                         |
| Vukčević 58’ Miguel Veloso 66’ | Marcatori | 6’ Vargas 79’ Gilardino |

| Arbitro: | Webb |

|             |           |                   |
| Jovetić 54’ | Marcatori | 35’ João Moutinho |

#### Fase a gironi
| Arbitro: | Vink |

|            |           |  |
| Pjanić 76’ | Marcatori |  |

| Arbitro: | Brych |

|                  |           |  |
| Jovetić 28’, 37’ | Marcatori |  |

| Arbitro: | Thomson |

|                                         |           |                                        |
| Czvitkovics 2’ Rudolf 28’ Coulibaly 88’ | Marcatori | 6’, 20’ Mutu 10’ Gilardino 37’ Santana |

| Arbitro: | Mejuto González |

|                                                                  |           |                          |
| Mutu 14’ Dainelli 52’ Montolivo 59’ Marchionni 61’ Gilardino 74’ | Marcatori | 38’ Rudolf 70’ Coulibaly |

| Arbitro: | Benquerença |

|                   |           |  |
| Vargas 28’ (rig.) | Marcatori |  |

| Arbitro: | Skomina |

|              |           |                               |
| Benayoun 43’ | Marcatori | 63’ Jørgensen 90+2’ Gilardino |

#### Fase ad eliminazione diretta
| Arbitro: | Øvrebø |

|                               |           |              |
| Robben 45+3’ (rig.) Klose 89’ | Marcatori | 50’ Krøldrup |

| Arbitro: | Undiano Mallenco |

|                             |           |                           |
| Vargas 28’ Jovetić 54’, 64’ | Marcatori | 60’ van Bommel 65’ Robben |

## Statistiche

### Statistiche di squadra
| Competizione     | Punti | In casa | In casa | In casa | In casa | In casa | In casa | In trasferta | In trasferta | In trasferta | In trasferta | In trasferta | In trasferta | Totale | Totale | Totale | Totale | Totale | Totale | DR |
| Competizione     | Punti | G       | V       | N       | P       | Gf      | Gs      | G            | V            | N            | P            | Gf           | Gs           | G      | V      | N      | P      | Gf     | Gs     | DR |
| ---------------- | ----- | ------- | ------- | ------- | ------- | ------- | ------- | ------------ | ------------ | ------------ | ------------ | ------------ | ------------ | ------ | ------ | ------ | ------ | ------ | ------ | -- |
| Serie A          | 47    | 19      | 9       | 3       | 7       | 28      | 20      | 19           | 4            | 5            | 10           | 20           | 27           | 38     | 13     | 8      | 17     | 48     | 47     | +1 |
| Coppa Italia     | -     | 3       | 2       | 0       | 1       | 6       | 5       | 1            | 0            | 0            | 1            | 0            | 1            | 4      | 2      | 0      | 2      | 6      | 6      | 0  |
| Champions League | 15    | 5       | 4       | 1       | 0       | 12      | 5       | 5            | 2            | 1            | 2            | 9            | 9            | 10     | 6      | 2      | 2      | 21     | 14     | +7 |
| Totale           | 62    | 27      | 15      | 4       | 8       | 46      | 30      | 25           | 6            | 6            | 13           | 29           | 37           | 52     | 21     | 10     | 21     | 75     | 67     | +8 |

### Andamento in campionato
| Giornata  | 1  | 2 | 3 | 4 | 5 | 6 | 7 | 8 | 9 | 10 | 11 | 12 | 13 | 14 | 15 | 16 | 17 | 18 | 19 | 20 | 21 | 22 | 23 | 24 | 25 | 26 | 27 | 28 | 29 | 30 | 31 | 32 | 33 | 34 | 35 | 36 | 37 | 38 |
| --------- | -- | - | - | - | - | - | - | - | - | -- | -- | -- | -- | -- | -- | -- | -- | -- | -- | -- | -- | -- | -- | -- | -- | -- | -- | -- | -- | -- | -- | -- | -- | -- | -- | -- | -- | -- |
| Luogo     | T  | C | C | T | C | T | C | T | C | T  | C  | T  | C  | T  | C  | T  | C  | T  | C  | C  | T  | T  | C  | T  | C  | T  | C  | T  | C  | T  | C  | T  | C  | T  | C  | T  | C  | T  |
| Risultato | N  | V | V | P | V | V | N | N | P | P  | V  | V  | P  | P  | V  | P  | P  | V  | V  | P  | P  | N  | P  | P  | V  | N  | P  | V  | V  | P  | V  | N  | N  | P  | P  | P  | N  | P  |
| Posizione | 11 | 7 | 5 | 6 | 5 | 4 | 4 | 4 | 5 | 8  | 5  | 4  | 6  | 10 | 5  | 9  | 11 | 8  | 6  | 8  | 9  | 11 | 11 | 11 | 10 | 10 | 10 | 10 | 9  | 10 | 8  | 8  | 8  | 9  | 9  | 9  | 10 | 11 |

Legenda:

Luogo: C = Casa; T = Trasferta. Risultato: V = Vittoria; N = Pareggio; P = Sconfitta.

### Statistiche dei giocatori
| Giocatore       | Serie A  | Serie A | Serie A     | Serie A    | Coppa Italia | Coppa Italia | Coppa Italia | Coppa Italia | UEFA Champions League | UEFA Champions League | UEFA Champions League | UEFA Champions League | Totale   | Totale | Totale      | Totale     |
| Giocatore       | Presenze | Reti    | Ammonizioni | Espulsioni | Presenze     | Reti         | Ammonizioni  | Espulsioni   | Presenze              | Reti                  | Ammonizioni           | Espulsioni            | Presenze | Reti   | Ammonizioni | Espulsioni |
| --------------- | -------- | ------- | ----------- | ---------- | ------------ | ------------ | ------------ | ------------ | --------------------- | --------------------- | --------------------- | --------------------- | -------- | ------ | ----------- | ---------- |
| D. Agyei        | 1        | 0       | 0           | 0          | 0            | 0            | 0            | 0            | 0                     | 0                     | 0                     | 0                     | 1        | 0      | 0           | 0          |
| V. Avramov      | 2        | -4      | 0           | 0          | 1            | -2           | 0            | 0            | 1                     | -2                    | 0                     | 0                     | 4        | -8     | 0           | 0          |
| K. Babacar      | 4        | 1       | 1           | 0          | 1            | 1            | 0            | 0            | 0                     | 0                     | 0                     | 0                     | 5        | 2      | 1           | 0          |
| M. Bolatti      | 1        | 0       | 0           | 0          | 2            | 0            | 0            | 0            | 0                     | 0                     | 0                     | 0                     | 3        | 0      | 0           | 0          |
| F. Carraro      | 1        | 0       | 0           | 0          | 2            | 0            | 0            | 0            | 0                     | 0                     | 0                     | 0                     | 3        | 0      | 0           | 0          |
| G. Comotto      | 26       | 0       | 7           | 0          | 2            | 0            | 0            | 0            | 8                     | 0                     | 1                     | 0                     | 36       | 0      | 8           | 0          |
| D. Dainelli     | 11       | 0       | ?           | ?          | 0            | 0            | 0            | 0            | 7                     | 1                     | ?                     | ?                     | 18       | 1      | 0+          | 0+         |
| L. De Silvestri | 26       | 1       | 3           | 0          | 3            | 0            | 0            | 0            | 5                     | 0                     | 1                     | 0                     | 34       | 1      | 4           | 0          |
| S. Di Carmine   | -        | -       | -           | -          | -            | -            | -            | -            | -                     | -                     | -                     | -                     | -        | -      | -           | -          |
| M. Donadel      | 28       | 0       | 6           | 1          | 2            | 0            | 2            | 0            | 9                     | 0                     | 2                     | 0                     | 39       | 0      | 10          | 1          |
| S. Frey         | 36       | -43     | 0           | 0          | 3            | -4           | 0            | 0            | 9                     | -10                   | 0                     | 0                     | 48       | -57    | 0           | 0          |
| A. Gamberini    | 18       | 0       | 2           | 1          | 1            | 0            | 1            | 0            | 6                     | 0                     | 2                     | 0                     | 25       | 0      | 5           | 1          |
| A. Gilardino    | 36       | 15      | 1           | 0          | 3            | 0            | 0            | 0            | 9                     | 3                     | 2                     | 1                     | 48       | 18     | 3           | 1          |
| M. Gobbi        | 25       | 0       | 5           | 1          | 4            | 0            | 0            | 0            | 6                     | 0                     | 1                     | 1                     | 35       | 0      | 6           | 2          |
| M. Jørgensen    | ?        | ?       | ?           | ?          | ?            | ?            | ?            | ?            | ?                     | ?                     | ?                     | ?                     | ?        | ?      | ?           | ?          |
| S. Jovetić      | 29       | 6       | 2           | 0          | 2            | 0            | 0            | 0            | 6                     | 5                     | 1                     | 0                     | 37       | 11     | 3           | 0          |
| Keirrison       | 10       | 2       | 0           | 0          | 1            | 0            | 0            | 0            | 1                     | 0                     | 0                     | 0                     | 12       | 2      | 0           | 0          |
| P. Krøldrup     | 25       | 2       | 8           | 0          | 3            | 1            | 0            | 0            | 5                     | 1                     | 1                     | 0                     | 33       | 4      | 9           | 0          |
| A. Ljajić       | 9        | 0       | 0           | 0          | 1            | 0            | 0            | 0            | 0                     | 0                     | 0                     | 0                     | 10       | 0      | 0           | 0          |
| M. Marchionni   | 28       | 6       | 3           | 0          | 4            | 0            | 0            | 0            | 9                     | 1                     | 1                     | 0                     | 41       | 7      | 4           | 0          |
| R. Montolivo    | 36       | 2       | 10          | 0          | 4            | 0            | 1            | 0            | 10                    | 1                     | 1                     | 0                     | 50       | 3      | 12          | 0          |
| A. Mutu         | 11       | 4       | 2           | 0          | 2            | 4            | 0            | 0            | 6                     | 3                     | 0                     | 0                     | 19       | 11     | 2           | 0          |
| C. Natali       | 17       | 0       | 3           | 0          | 4            | 0            | 0            | 0            | 4                     | 0                     | 0                     | 0                     | 25       | 0      | 3           | 0          |
| S. Nsereko      | -        | -       | -           | -          | -            | -            | -            | -            | -                     | -                     | -                     | -                     | -        | -      | -           | -          |
| Papa Waigo      | -        | -       | -           | -          | -            | -            | -            | -            | -                     | -                     | -                     | -                     | -        | -      | -           | -          |
| M. Pasqual      | 21       | 0       | 5           | 0          | 3            | 0            | 1            | 0            | 5                     | 0                     | 0                     | 0                     | 29       | 0      | 6           | 0          |
| M. Santana      | 26       | 3       | 2           | 0          | 4            | 0            | 1            | 0            | 5                     | 1                     | 0                     | 0                     | 35       | 4      | 3           | 0          |
| A. Seculin      | 0        | 0       | 0           | 0          | 0            | 0            | 0            | 0            | 0                     | 0                     | 0                     | 0                     | 0        | 0      | 0           | 0          |
| H. Seferović    | 0        | 0       | 0           | 0          | 0            | 0            | 0            | 0            | 0                     | 0                     | 0                     | 0                     | 0        | 0      | 0           | 0          |
| J. Vargas       | 29       | 5       | 3           | 0          | 3            | 0            | 2            | 0            | 10                    | 3                     | 1                     | 0                     | 42       | 8      | 6           | 0          |
| C. Zanetti      | 23       | 0       | 7           | 0          | 1            | 0            | 0            | 0            | 7                     | 0                     | 2                     | 0                     | 31       | 0      | 9           | 0          |